# Podium aureosericeum
Podium aureosericeum är en biart som beskrevs av Kohl 1902. Podium aureosericeum ingår i släktet Podium och familjen grävsteklar. Inga underarter finns listade i Catalogue of Life.